# Batalha de Herdônia (210 a.C.)
Segunda Batalha de Herdônia (português brasileiro) ou Segunda Batalha de Herdónia (português europeu) foi travada no final do verão de 210 a.C., durante a Segunda Guerra Púnica, entre as forças cartaginesas de Aníbal e as forças romanas do procônsul Cneu Fúlvio Centúmalo. O exército romano foi novamente derrotado pelos cartagineses.

## Antecedentes
No ano anterior, os exércitos cartagineses haviam sofrido um sério revés com a perda de Cápua e, com ela, da maior parte da Campânia. O duplo objetivo de Aníbal de tentar evitar a queda de sua principal cidade aliada atacando o cerco que três exércitos romanos mantinham sobre a capital campânia na Segunda Batalha de Cápua e de aproximar-se com suas tropas da capital romana com o objetivo de atrair seus inimigos para uma batalha campal, sua especialidade, fracassou. Adicionalmente, na Sicília, o antigo Reino de Siracusa foi conquistado pelos romanos liderados por Marco Cláudio Marcelo, o que relegou aos cartagineses umas poucas localidades no sudoeste da ilha. Este último revés acabou influenciado o rumo da campanha, pois foi necessário desviar, de Cartago e de suas próprias forças, contingentes de tropas para socorrer as populações leais aos cartagineses na Sicília. Aníbal tentou ainda tomar, sem sucesso, a cidade de Régio, em Brúcio, a partir de onde era possível controlar o estreito de Messina e o trânsito livre entre a Itália e a Sicília. Com este panorama no final de 211 a.C., começava a campanha do ano seguinte. O general cartaginês se encontrava na Apúlia, mas, logo no começo do ano, depois da perda, por traição, da cidade de Salápia e da importante guarnição de cavalaria que tinha ali, marchou para Brúcio.

## Batalha
Inteirado por seus aliados da presença, perto de Herdônia, do exército do procônsul Cneu Fúlvio Centúmalo, Aníbal iniciou marchas forçadas para tentar surpreendê-lo. Logo que chegou e aproveitando-se de uma manhã de nevoeiro, o exército cartaginês ofereceu combate perto da cidade, um desafio que foi aceito pelo procônsul romano. Centúmalo colocou na vanguarda a V legião e a ala aliada esquerda e deixou a VI legião e a ala direita na retaguarda. Quando ambas as infantarias entraram em combate, Aníbal ordenou que sua cavalaria atacasse simultaneamente a legião na retaguarda e o acampamento romano. Esta manobra provocou pânico e a debandada dos romanos, que acabaram sendo massacrados.
Uma pequena parte deles conseguiu guarnecer uma pequena elevação perto do acampamento, que defenderam com sucesso. O procônsul morreu junto com onze de seus doze tribunos. As cifras de mortos oscilam entre 8 000 e 13 000 segundo Frontino, Eutrópio, Apiano e Lívio; porém, Paulo Orósio cita 17 000. A composição de um exército romano principal era de pelo menos 25 000 e o de Centúmalo era deste tamanho, pois, juntamente com o exército do cônsul Marco Cláudio Marcelo, era um dos dois únicos exércitos compostos por duas legiões que, naquele ano, o Senado Romano ordenou em campanha no sul da Itália para lutar contra os cartagineses. Os sobreviventes da batalha, que se reintegraram às fileiras romanas, eram 4 344 homens, o que indica que a cifra de baixas mortais seja mais próxima à indicada por Orósio. Estes soldados que conseguiram escapar do desastre fugiram para o Sâmnio e conseguiram chegar ao exército do cônsul Marcelo. 
Acredita-se que os restos mortais do procônsul foram enviados por Aníbal a Roma.

## Acontecimentos posteriores
Depois da batalha, o general cartaginês castigou o a facção pró-Roma da cidade, que iniciou as conversas com o procônsul romano falecido e evacuou toda a população de Herdônia para Metaponto por causa de sua incapacidade de protegê-la em uma localização tão adiantada em relação ao resto dos territórios sob o controle cartaginês e pelo medo de que ela finalmente desertasse para os romanos definitivamente. Esta mesma estratégia de terra arrasada foi novamente utilizada depois com Atella, a última população aliada na Campânia, que ele transladou até Túrios.
Depois deste desastre, Marcelo marchou com seu exército consular para interceptar Aníbal para forçar que ele perdesse a liberdade de movimentação que ele até então desfrutava na região. Um confronto acabou sendo travado no norte da Lucânia, na Batalha de Numistro, com resultado incerto e, depois da qual, Aníbal marchou para a Apúlia seguido pelos romanos e enfrentando constantes escaramuças. Com estes acontecimentos, a campanha de 210 a.C. terminou com ambos os exércitos aquartelados na Apúlia.

## Consequências
Esta grave derrota agravou as relações de Roma com seus aliados italianos, pois a maior parte dos sobreviventes eram italianos e, no início do consulado seguinte, como já havia acontecido com os sobreviventes dos exércitos aniquilados em combate, foram desterrados para a Sicília até o final da guerra. Doze das trinta colônias se recusaram a seguir aportando tropas ao esforço de guerra, o que colocou em sério risco o alistamento do ano seguinte (209 a.C.).
Para Aníbal, a batalha foi uma vitória tática que lhe permitiu ganhar um pouco mais de tempo para realocar as populações aliadas mais distantes, mas a forte marcação que Marcelo passou a fazer sobre seus movimentos o privou da iniciativa pelo resto da campanha daquele ano. Aniquilar quase completamente um exército romano não impediu por muito tempo o avanço de Roma. Nos três anos seguintes, os romanos reconquistaram a maioria dos territórios e cidades perdidas depois do desastre da Batalha de Canas e empurraram o general cartaginês para a região de Brúcio, no extremo sudoeste da península. Esta batalha foi a última vitória total cartaginesa na guerra. Todas as que se seguiram foram combates de resultado incerto ou vitórias menores de um ou outro lado.